# Mikael Karlsson (direktör)
Mikael Karlsson, född 11 oktober 1962 i Malmö Sankt Petri församling, död 4 september 2005 i Lunds Allhelgonaförsamling, var en svensk entreprenör. 
Mikael Karlsson var 1984, tillsammans med Martin Gren och Keith Bloodworth grundarna av IT-företaget Axis AB och var dess VD fram till 2000 då han istället blev styrelseordförande i företaget. Han invaldes 2000 som ledamot av Ingenjörsvetenskapsakademien. Karlsson avled vid 42 års ålder på Universitetssjukhuset i Lund  efter en kortare tids cancersjukdom.